# یحیی بونو
کریستیان بونو، یحیی علوی یا یحیی بونو (۱۹۵۷–۲۶ اوت ۲۰۱۹) اسلام‌شناس، نویسنده و مترجم فرانسوی بود.

## تولد و تبار
کریستیان بونو در سال ۱۹۵۷ میلادی در شهر فرایبورگ آلمان در خانواده‌ای مسیحی و کاتولیک، دیده به جهان گشود. وی به خاطر شغل پدر تا سن ۱۰ سالگی در آلمان و الجزایر می‌زیست و پس از آن راهی استراسبورگ فرانسه شد.

## آغاز مطالعات ادیانی
به گفته خود بونو میل به آشنایی با ادیان شرقی در وجود او بود و از این رو به مطالعه آثار موجود در این زمینه و به سفرهای متعدد به اسپانیا، مراکش، ایتالیا، بلژیک، هلند، آلمان و… پرداخت.

## اسلام آوردن
وی با آثار رنه گنون فیلسوف مسلمان فرانسوی آشنایی پیدا کرد و تحت تأثیر آثار او در سال ۱۹۷۹ به دین اسلام درآمد. پس از آن در رشته زبان و ادبیات عرب و اسلام‌شناسی به تحصیل پرداخت.

## شیعه شدن
بونو در دانشگاه با آثار هانری کربن که عرفان شیعی را به غرب شناسانده بود آشنا شد. او تحت راهنمایی‌های احمد حمپاته (عارف آفریقایی) مذهب شیعه درآمد و نام خود را به یحیی علوی مبدل ساخت. در سال ۱۹۹۵ از رساله دکتری خود تحت عنوان الهیات در آثار فلسفی و عرفانی روح‌الله خمینی در دانشگاه سوربون دفاع کرد که در سال ۱۹۹۹ به عنوان پژوهش سال برگزیده شد.

## زندگی همیشگی در ایران
بونو برای تدوین رساله خود در سال ۱۹۹۱ به ایران آمد و مدت هفت سال از جلسات سید جلال الدین آشتیانی در مشهد، در زمینه فلسفه و عرفان اسلامی استفاده برد. وی ۱۵ سال در مشهد سکنی گزید.
می توان گفت : تاثیر گذارترین فرد در زندگی علمی بونو ، سید جلال الدین آشتیانی است و پس از عزیمت به قم و به توصیه جوادی آملی برای بهره بردن از آشتیانی و ملاقات با وی ، بونو در قامت یک مرید آشتیانی قرار می گیرد و او را به عنوان ملاصدرای زنده می داند . 

## اهتمام به ترجمه قرآن
بونو به تألیف، ترجمه و تفسیر قرآن کریم به زبان فرانسوی پرداخته‌است. مؤسسة فرهنگی ترجمان وحی (مرکز ترجمة قرآن مجید به زبانهای خارجی) در قم در سال ۲۰۰۰ میلادی ترجمه قرآن وی را منتشر ساخت.
از ویژگی‌های این ترجمه این است که ترجمه معنایی روان به همراه تفسیر مختصر به ضمیمه لغت نامه الفاظ قرآن است.

## برخی آثار و تألیفات
- تصوف و عرفان اسلامی به زبان فرانسه، پاریس ۱۹۹۱.
- امام خمینی عارف ناشناخته قرن بیستم به زبان فرانسه، پاریس/بیروت ۱۹۹۷.
- ترجمه آیین انقلاب اسلامی (منتخبی از آثار و بیانات امام خمینی در حدود ۷۰۰ صفحه) به زبان فرانسه، ۲۰۰۳.
- ترجمه آیین و اندیشه در دام خودکامگی (اثری از سید محمد خاتمی) به زبان فرانسه، پاریس ۲۰۰۵.
- ترجمه مبارزه با نفس یا جهاد اکبر، اثر امام خمینی به زبان فرانسه، تهران ۲۰۰۶.

## درگذشت
بونو در ۵ شهریور ۱۳۹۸ به دلیل سانحه دریایی در کشور ساحل عاج درگذشت و به دلیل عدم امکان ارسال پیکرش به ایران در همان‌جا دفن‌شد.

## مراسم بزرگداشت
چه در زمان زندگی و چه پس از درگذشت بونو چند مراسم در بزرگداشت وی در تهران، قم، پاریس و … برگزارشد.

## کتاب زندگی‌نامه
در مراسمی که مجمع جهانی اهل بیت در بهمن ۱۳۹۸ دربارهٔ بونو در قم برگزار کرد و از مقام علمی وی و خانواده او تجلیل شد، از کتاب زندگی‌نامه یحیی بونو به قلم نجفی کرمانشاهی با نام «زنده به نام علی» رونمایی‌شد.